# الجدول الزمني لتطوير علاج السرطان
هذا هو الجدول الزمني التاريخي لتطوير وتقدم علاجات السرطان، والذي يتضمن الوقت من الاكتشاف وتقدم العلاج، والموافقة عليه.

## العصر القديم
كان السرطان يعامل تقليديا بالجراحة، والأعشاب (الكيميائية) على مر التاريخ.
- 2600 ق.م - العلاج المناعي الجرثومي الذي استخدمه الفرعون المصري إيموتيب الذي كان له كمد، يليه شق، لتسهيل تطور العدوى في الموقع المطلوب وبالتالي انحدار الورم.[1]
- ق.م - استخدم الإغريق القدماء، الرومان، والمصريين الحرارة والتذرية الحرارية لعلاج الأورام. وقد استخدم الممارسون الطبيون في الهند القديمة ارتفاع الحرارة في الجسم كعلاج.[2]
- 2 م -  وصف الإغريق القدماء العلاج الجراحي للسرطان.[3][4]

## العصر الحديث

### 1800s
- 1820s - البريطاني الدكتور جيمس أرنوت، بدأ في استخدام العلاج بالتبريد لتجميد الأورام في علاج سرطان الثدي والرحم.[5]
- 1866  –  الدكتور الفرنسي فيكتور ديسبينيس، «والد العلاج الإشعاعي»، بدأ في استخدام الأشعة السينية لعلاج السرطان.[6]
- 1880s  –  الأمريكي الدكتور هالستيد طور استئصال الثدي الجذري لسرطان الثدي.[4]
- الألمانية الدكتورة ويسترمارك استخدمت ارتفاع الحرارة لإنتاج انحدار الورم في المرضى.
- 1891  –  الأميركي الدكتور ويليام ب. كولي، «والد العلاج المناعي»، بدأ في علاج مرضى السرطان عن طريق حقن الكائنات العقدية، التي تحتوي على أشكال كبغ إمونوستيمولاتوري.[7][8]
- 1896  –  الأمريكي ستارت بدأ في علاج مرضى سرطان الثدي بالأشعة السينية.[4]

### 1900s
- 1900  –  الدكتور ستينبيك السويدي، عالج سرطان الجلد بجرعات صغيرة من الإشعاع.[4]
- 1920s  –  استخدم الدكتور الدكتور ويليام ب. كولي الإشعاع في علاج الأورام، تراجعت الأورام في مئات الحالات، ونجاح الدكتور كولي جذب مقاومة شديدة من منافسه ورئيسه، الدكتور إوينغ، الذي كان مؤيدا من العلاج الإشعاعي للسرطان. هذا التنافس والمعارضة للدكتور كولي أدت إلى التخلص من العلاج المناعي للسرطان، لصالح العلاج الإشعاعي المفضل للدكتور إوينغ.[9]
- 1939  –  الدكتور الأمريكي تشارلز هوجينز استخدم العلاج الهرموني الاصطناعي لعلاج سرطان البروستاتا.[10]
- 1942  –  أول دواء من العلاج الكيميائي يستخدم لعلاج السرطان.[11]
- 1947  –  الدكتور الأمريكي فاربر حقن مريض سرطان بـ أمينوبتيرين (ميثوتركسيت)[4]
- 1949  –  وافقت الولايات المتحدة FDA على خردل النيتروجين (ميكلوريثامين) لعلاج السرطان[12]
- 1949  –  بدأ استخدام فيروس محلل للورم في التجارب السريرية البشرية[13][14]
- 1951  –  أثبت الدكتور جين سي رايت استخدام مضاد أنتولات، ميثوتركسيت في الأورام الصلبة.[4]
- أنثراسيكلين، المضادة للسرطان ألكوليد، معزول ن بكتيريا ستريبتوميسز بيوسيتيوس. وتشمل هذ المشتقات إلى أنثراسيكلين: داونوروبيسين، دوكسوروبيسين، أمروبيسين، إيداروبيسين دوكسوروبيسين[15]
- 1953  –  وافقت الولايات المتحدة FDA على مركابتوبورين.[16]
- 1956  –  تم الشفاء من سرطان المشيمة النقيلي مع أنتيفولات، ميثوتركسيت[4]
- 1957  –  إدخال فلورويوراسيل لعلاج سرطان القولون والمستقيم، والمعدة، وسرطان البنكرياس.[10]
- 1957  –  إدخال إنترفيرون لعلاج الكلى والجلد وسرطان المثانة.[10]
- 1958  –  العلاج المركب المكون من مركابتوبورين وميثوتركسيت أدى إلى علاج سرطان الدم في تشغيل تجريبي في المستشفيات الأمريكية.[4][12]
- 1958  –  وافقت إدارة الاغذية والعقاقير في الولايات المتحدة على سيكلوفوسفاميد للعلاج الكيميائي للسرطان.[17]
- 1960s  –   إدخال العلاج بالليزر في علاج السرطان[18]
- 1960  –  اختراع تاموكسيفين لسرطان الثدي مضاد الاستروجين (SERM) - علاج هرموني.
- 1961  –  فينكريستين، ألكويدات مضادة للسرطان، معزولة عن نبات نبيذ المدغشقر[19]
- 1962  – رفضت الولايات المتحدة العلاج المناعي للدكتور كولي، مما جعلها غير قانونية، واستمرار الهبوط وقمع العلاج المناعي في علاج السرطان. بقي العلاج الإشعاعي العلاج المهيمن للسرطان[9]
- 1963  –  وافقت إدارة الاغذية والعقاقير في الولايات المتحدة على فينكريستين (أونكوفين) للعلاج الكيميائي للسرطان.[19]
- 1964  –  VAMP قامت بعمل علاج مركب يتكون من: فينكريستين، ميثوتركسيت، مركابتوبورين، وبريدنيزون، لعلاج اللوكيميا الحادة اللمفاوية.[20]
- 1965  –  MOPP قامت بعمل علاج مركب يتكون من: خردل النيتروجين، فينكريستين، بروكاربازين، وبريدنيزون لعلاج سرطان الغدد الليمفاوية.[4][10]
- 1965  –  MOPP قامت بعمل علاج مركب يتكون من: ميثوتركسيت، فينكريستين، مركابتوبورين، وبريدنيزون، لعلاج اللوكيميا الحادة اللمفاوية[10][20]
- 1965  –  اتحاد الجمهوريات الاشتراكية السوفياتية طور علاج بالفيروسات[21]
- 1966  –  باكليتاكسيل، مركب مضاد للسرطان، معزولة عن نبات الطقسوس
- 1967  –  كامبتوثيسين، مركب مضاد للسرطان، معزول من كامبوثوثيكا أكوميناتا، شجرة الصينية، كان يستخدم لعلاج السرطان في الطب الصيني التقليدي. هذا هو مصدر أدوية العلاج الكيميائي: هيكامتين وإرينوتيكان.[22]
- 1968  –  اليابانية تاناكا رائدة في علاج سرطان الثدي النقيلي بالـ كريوابلاتيون، مما أدى إلى مساعدة الكثير من المرضى للبقاء على قيد الحياة لفترات طويلة.[23][24][25]
- 1972  –  وافقت المملكة المتحدة ودول أوروبية أخرى على الـ تاموكسيفين لسرطان الثدي.
- 1972  –  الأمريكي الدكتور لورانس إينهورن عالج سرطان الخصية النقيلي بالـ سيسبلاتين[10]
- 1975  –  اختراع أجسام مضادة ضد وحيد النسيلة[4]
- 1975  –  أظهر الأمريكي الدكتور إينهورن العلاج المركب الذي يتكون من سيسبلاتين، فينبلاستين، وبليوميسين حيث يمكن علاج 70 في المائة من حالات سرطان الخصية المتقدمة[20]
- 1975  –  C-MOPP قامت بعمل علاج مركب يتكون من: ميثوتركسيت، فينكريستين، سيكلوفوسفاميد، وبريدنيزون، لعلاج سرطان الغدد الليمفاوية. [20]
- 1977  –  وافقت إدارة الاغذية والعقاقير في الولايات المتحدة على تاموكسيفين لسرطان الثدي [26][27]
- 1981  – الدكتورة الأمريكية فيشر أثبتت أن استئصال الورم فعال في العلاج مثل استئصال سرطان الثدي.[4]
- 1989  –  وافقت إدارة الاغذية والعقاقير في الولايات المتحدة على كاربوبلاتين، مشتق من سيسبلاتين، للعلاج الكيميائي.[10]
- 1990  –  بدأ اتحاد الجمهوريات الاشتراكية السوفياتية في علاج المرضى الذين يعانون من أنواع مختلفة من السرطان مع ريجفير - علاج بالفيروسات
- 1990  –  وافقت إدارة الاغذية والعقاقير في الولايات المتحدة على تاموكسيفين للمساعدة في منع تكرار السرطان في المرضى.[28]
- 1990  –  بدأت الصين بعلاج مختلف: العلاج الضوئي [29]
- 1991  –   أول علاج جيني للسرطان (لسرطان الجلد).
- 1992  –  اختراع مثبط التيروزين كيناز إيماتينب[30]
- 1992  –  اختراع إتاستيل لسرطان الثدي مضاد الاستروجين (SERM) -علاج هرموني.[31][32]
- 1996  –  وافقت إدارة الاغذية والعقاقير في الولايات المتحدة على مضاد الإستروجين لسرطان الثدي المتقدم [12]
- 1996  –  روسيا بدأت علاج مختلف وهو: العلاج الضوئي.[33]
- 1997  –  أول جسيم مرخص ضد وحيد النسيلة، ريتوكسيماب.[4]
- 1997  –  بدأت الصين علاج الأورام الليفية الرحمية وسرطان الكبد وسرطان الثدي وسرطان البنكرياس وأورام العظام والسرطان الكلوي مع الموجات فوق الصوتية الكثيفة و المركزة [34]
- 1998  –  بدأت الصين في علاج سرطان الثدي والكلى والرئة والكبد والبروستاتا وسرطان العظام مع كريوابلاتيون الموجه بالتصوير[35][36]
- 1998  –  وافقت إدارة الاغذية والعقاقير في الولايات المتحدة على ترازتوزوماب وهو جسم مضاد ضد وحيد النسيلة لسرطان الثدي النقيلي.[10]
- 1998  –  وافقت إدارة الاغذية والعقاقير في الولايات المتحدة على كريوابلاتيون لعلاج سرطان البروستاتا.[28]
- 1998  –  وافقت إدارة الاغذية والعقاقير في الولايات المتحدة على إرينوتيكان للعلاج الكيميائي من السرطان.[37]
- 1998  –  وافقت إدارة الاغذية والعقاقير في الولايات المتحدة على تاموكسيفين للحد من خطر الإصابة بسرطان الثدي في المرضى الذين يعانون من مخاطر عالية.[10]
- 1998  –  وافقت إدارة الاغذية والعقاقير في الولايات المتحدة على الأجسام المضادة وحيدة النسيلة، ترازتوزوماب لسرطان الثدي المتقدم.[12]
- 1998  –  وافقت أوروبا على موجات فوق صوتية كثيفة مركزة لعلاج السرطان.[38]

### 2000s
- 2001  – وافقت UK NICE على باكليتاكسيل للعلاج الكيميائي لسرطان الرئة في الثدي، المبيض.[39]
- 2002  –  وافقت إدارة الاغذية والعقاقير في الولايات المتحدة على إيماتينب[10]
- 2002  –  وافقت إدارة الأغذية والعقاقير الصينية على جينديسين وهو علاج جيني للسرطان.[10][40]
- 2002  – استحواذ الشركات على دو بونت من قبل BMS أدى إلى التخلي عن إتاستيل لعلاج سرطان الثدي مضاد الاستروجين (SERM) وهو علاج هرموني.[32][41]
- 2003  –  بدأ الدكتور الأمريكي بيتر ليتروب في علاج سرطان الثدي المبكر باستخدام كريوبلاتيون.[24]
- 2004  –  بيفاسيزوماب، أول المخدرات المعتمدة لمنع تشكيل الأوعية الدموية عن طريق الأورام، مرخصة.[4]
- 2005  –  وافقت إدارة الاغذية والعقاقير في الولايات المتحدة على باكليتاكسيل للعلاج الكيميائي من سرطان الرئة في الخلايا الثديية والبنكرياسية.[42]
- 2006  –  وافقت إدارة الاغذية والعقاقير في الولايات المتحدة على ترازتوزوماب[10]
- 2007  –  وافقت إدارة الاغذية والعقاقير في الولايات المتحدة على سورافينيب[10]
- 2007  –  وافقت إدارة الاغذية والعقاقير في الولايات المتحدة على كامبوتوثيسين-التماثلية توبوتيكان للعلاج الكيميائي من السرطان[42]
- 2010  – وافقت إدارة الاغذية والعقاقير في الولايات المتحدة على العلاج المناعي، سيبوليوسيل-T لقاح الخلايا الجذعية لسرطان البروستاتا المتقدم.[12]
- 2010  – قدمت الصين علاج كريويمونوثيرابي لعلاج سرطان الثدي والكلى والرئة والكبد والبروستاتا وسرطان العظام [43][44][45]
- 2011  –  وافقت إدارة الاغذية والعقاقير في الولايات المتحدة على الأجسام المضادة وحيدة النسيلة، إيبيليموماب لسرطان الجلد المتقدم. [12]
- 2011  –  طورت كوبا سيمافاكس-إغف، أول لقاح سرطان علاجي لسرطان الرئة [46]
- 2012  –  طورت كوبا الأجسام المضادة وحيدة النسيلة، راكوتوموماب، لقاح السرطان العلاجي لسرطان الرئة [47]
- 2015  –  وافقت الولايات المتحدة لمكافحة CDK4 / 6، بالبوسيكليب لسرطان الثدي المتقدم [12]
- 2015  –  وافقت إدارة الاغذية والعقاقير في الولايات المتحدة على استخدام موجات فوق صوتية كثيفة مركزة لسرطان البروستاتا [48]

## وصلات خارجية
- The Rise And Fall Of Modern Medicine
- The Evolution of Drug Discovery: From Traditional Medicines to Modern Drugs
- Chemotherapy
- Treatment of Solid Tumor Cancers with the Chemotherapy Drug Methotrexate